# Seleção Australiana de Futebol Sub-23
A Seleção Australiana de Futebol Sub-23 representa a Austrália nos Jogos Asiáticos e nos Jogos Olímpicos. A seleção é controlada pelo órgão dirigente do futebol da Austrália [en], a Federação Australiana de Futebol (FFA), que atualmente é filiada à Confederação Asiática de Futebol (AFC) e à Federação de Futebol da ASEAN (AFF) desde que deixou a Confederação Oceânica de Futebol (OFC), em 2006. A seleção é conhecida como Olyroos, tendo Josep Gombau como seu atual treinador.